# Бураново (Болгарія)
Бура́ново (болг. Бураново) — село в Кюстендильській області Болгарії. Входить до складу общини Кочериново.

## Населення
За даними перепису населення 2011 року у селі проживали 169 осіб, з них 165 осіб (99,4%) — болгари.
Розподіл населення за віком у 2011 році:
Динаміка населення: